# Die Affäre Macomber
Die Affäre Macomber ist ein US-amerikanisches Filmdrama aus dem Jahr 1947 von Zoltan Korda. Das Drehbuch basiert auf der Kurzgeschichte Das kurze glückliche Leben des Francis Macomber von Ernest Hemingway, die im Jahr 1936 erschien.

## Handlung
Auf dem Flugplatz von Nairobi landet ein Flugzeug. An Bord befinden sich der Jäger Robert Wilson, die Amerikanerin Margo Macomber und die Leiche ihres Ehemanns Francis. Der Tote weist eine Schusswunde im Rücken auf. Wilson erklärt, der Schuss habe sich versehentlich gelöst. Inspektor Smollett lässt Wilson einen Bericht schreiben, in dem der als Todesursache einen Unfall angibt. Doch als er sich an sein erstes Treffen mit den Macombers erinnert, wirft er den Bericht weg.
Francis Macomber ist ein wohlhabender und leicht reizbarer Amerikaner, der eine Jagd in Afrika unternehmen will. Dazu engagiert er den erfahrenen Jäger Wilson als Führer. Seine Frau Margo, für die die Ehe mit Francis mittlerweile eine Zumutung ist, ist von Wilsons Mut und gutem Aussehen angetan. In der ersten Nacht im Camp erklärt Francis seiner Frau, dass er sich aufs Neue in sie verliebt habe, so, wie er es ihr schon versprochen habe. Er möchte mit ihr neu anfangen, doch Margo zeigt keine Reaktion.
Francis wacht in der Nacht durch Löwengebrüll auf. Am nächsten Morgen beschließt er, die Raubkatze zu jagen und zu töten. Francis schafft es, auf den Löwen zu schießen, der sich verwundet in ein Gebüsch zurückzieht. Francis bekommt Angst, während Wilson darauf besteht, den Löwen von seinen Leiden zu erlösen. Margo ist erzürnt über die Feigheit ihres Mannes. Sie wendet sich Wilson zu und küsst ihn in der Anwesenheit ihres Mannes. Francis ergeht sich in Selbstmitleid und schlägt einen afrikanischen Diener. Wilson geht dazwischen. Dieser Vorfall vertieft die Abneigung, die Margo gegenüber Francis empfindet. Als ihr Mann schläft, sucht sie Wilsons Zelt auf. Francis erwacht und vermisst seine Frau.
Am nächsten Morgen soll es wieder zur Jagd gehen, worauf sich Francis sehr freut. Margo sagt ihm, dass sie ihn hasse. Francis findet zu seinem Mut zurück und erlegt einen Büffel. Wilson beglückwünscht ihn und gesteht ihm, dass er Margo liebe. Die beiden schütteln sich die Hände. Als ein verletzter Büffel aus der Herde ausschert, gerät er in die Schusslinie von Margo. Sie schießt auf den Büffel, trifft jedoch versehentlich Francis in den Rücken.
Wilson hat nun den Verdacht, dass der Schuss nicht versehentlich abgefeuert wurde. Margo gesteht ihm, dass sie zuerst die Brutalität ihres Mannes gegenüber Schwächeren toleriert habe, aber mit der Zeit Hassgefühle entwickelt habe. Als sie sah, wie sich Francis und Wilson die Hände reichten, dachte sie, dass es nun endgültig aus sei mit Francis. Sie gibt zu, absichtlich auf ihren Mann geschossen zu haben. Wilson sagt ihr, dass er als Todesursache einen Unfall angegeben habe. Doch er habe Vorbehalte gehabt und wollte wissen, welche Art von Frau sie sei. Er verspricht ihr, sie zu unterstützen, doch Margo verlässt ihn und geht alleine zur anstehenden Gerichtsverhandlung.

## Kritiken
Das Lexikon des internationalen Films fand, der Film sei „ein gut gespieltes abenteuerliches Melodram nach einer Erzählung von Ernest Hemingway“.
Die Variety beschreibt die Filmadaption als inhaltlich nicht besonders sympathisch, obwohl es aufregende Action und Spannungsmomente gebe. Doch die gekünstelte Darstellung und unrealistische Dialoge arbeiten gegen den Film.
Bosley Crowther von der New York Times hingegen bescheinigt eine dichte und fesselnde Charakterstudie. Kordas pointierte Inszenierung und die Darstellungen von Preston, Bennett und Peck werden hervorgehoben.
Der „TimeOut Filmguide“ beschreibt den Film als überraschend überzeugend, was auf das bewundernswert prägnante Drehbuch und die exzellenten Darstellerleistungen zurückzuführen sei. Das letzte Drittel jedoch falle ein wenig zurück.

## Hintergrund
Der Film wurde am 20. April 1947 in den USA uraufgeführt und kam am 19. Dezember 1950 in die deutschen Kinos. Der Film wurde auch unter den Titeln Großjagd in Afrika und Leidenschaft im Dschungel aufgeführt.
Gedreht wurde in der Nähe der mexikanischen Stadt Tecate. Die Jagdszenen entstanden in Kenia.
Der spätere Regisseur Freddie Francis arbeitete an diesem Film als Kameratechniker für die afrikanischen Szenen. Die Affäre Macomber war der letzte Film der britischen Schauspielerin Jean Gillie vor ihrem frühzeitigen Tod 1949.